# Gosbert Dölger

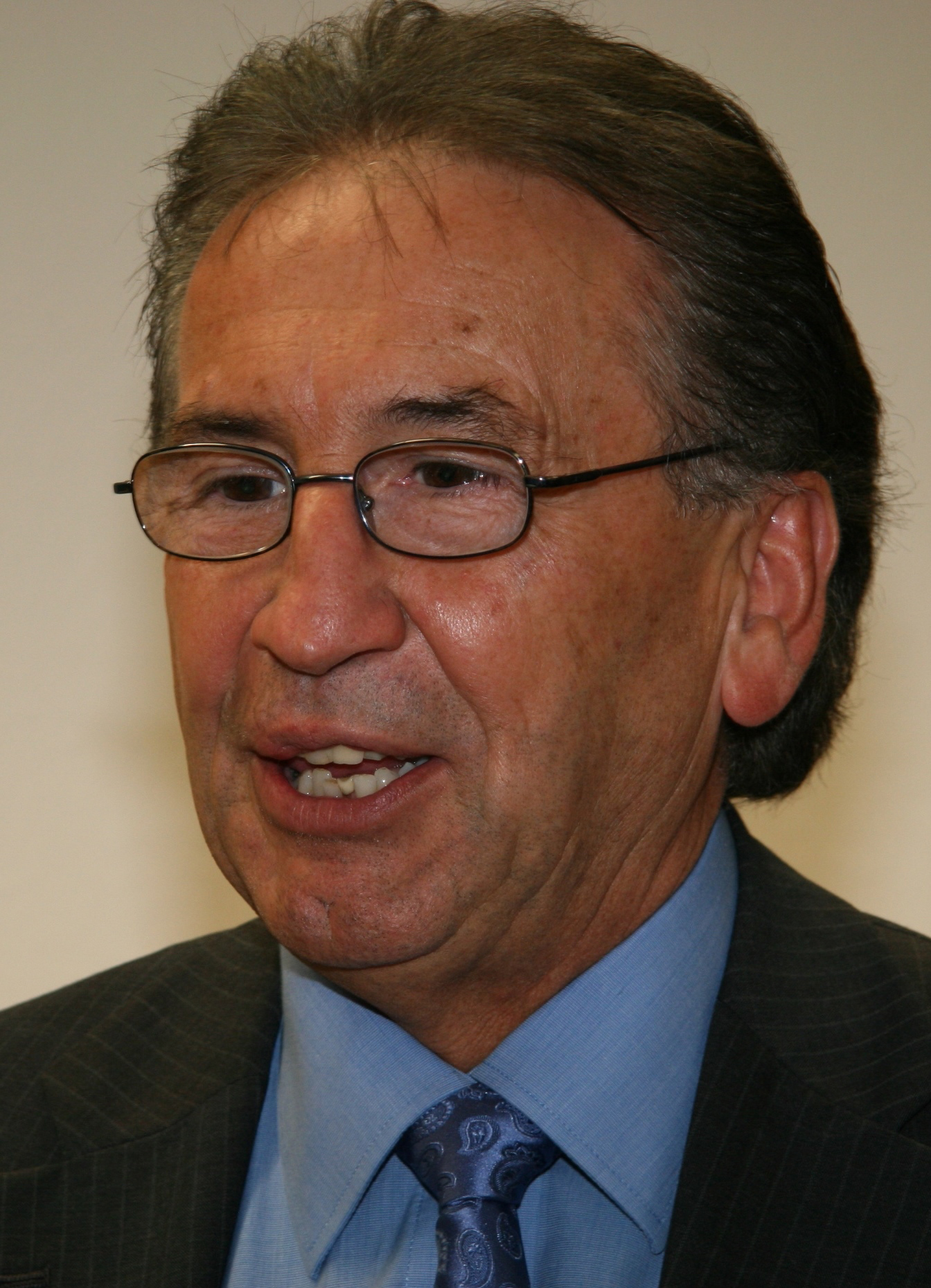
Ehemaliger Polizeipräsident Gosbert Dölger (2015)

Gosbert Dölger (* 21. Juli 1950) ist ein ehemaliger bayerischer Polizist und war von 2004 bis 2016 Polizeipräsident des Polizeipräsidiums Südhessen. Er entwickelte die Grundzüge der Schleierfahndung.

## Leben
Im Jahr 1970 begann Gosbert Dölger seine Grundausbildung bei der Bayrischen Bereitschaftspolizei und absolvierte seine Ausbildung für den gehobenen Dienst bei der Kriminalpolizei Bayerns. In den 1970er und 1980er Jahren war er beim Bayerischen Landeskriminalamt Verdeckter Ermittler im Bereich der Rauschgift-, Falschgeld- und Waffenkriminalität, führte selbst V-Leute und erwarb sich einen Ruf als Experte für Organisierte Kriminalität. Im Jahre 1986 wurde er zur  Polizeidirektion Aschaffenburg als Leiter der Abteilung Einsatz versetzt.
Ab 1991 unterstützte er die Thüringer Polizei beim Wiederaufbau als Leiter der Polizeidirektion in Gera. 1995 wurde er Leiter der Polizeidirektion Aschaffenburg. Im gleichen Jahre entwickelte er die Grundzüge der Schleierfahndung, der verdachtsunabhängigen Personenkontrollen.
Am 1. Januar 2004 wurde Gosbert Dölger vom damaligen hessischen Innenminister Volker Bouffier zum Präsident des Polizeipräsidium Südhessen ernannt. Der Schwerpunkt seines Wirkens war die deutliche Erhöhung der Aufklärungsquote der Straftaten bei gleichzeitiger Reduzierung der Fallzahlen: Darüber definiert sich das Sicherheitsgefühl der Bevölkerung. Diese Ziele setzte er durch die Installation Operativer Auswertegruppen (örtlichen Analysestellen Organisierte Kriminalität – AstOK), die Stärkung von Operativen Fahndungseinheiten  und der Spurensicherungsarbeit um.
Ende 2010 wurde er vom hessischen Innenminister Boris Rhein zur kommissarischen Leitung des Hessischen Landeskriminalamts berufen, nachdem die LKA-Präsidentin Sabine Thurau aufgrund der Einleitung eines Ermittlungsverfahrens wegen des Verdachts der falschen uneidlichen Aussage am 9. November 2010 auf eigenen Wunsch vorübergehend von ihren Aufgaben als Präsidentin des HLKA entbunden wurde. Kurz zuvor war Landespolizeipräsident Norbert Nedela in den einstweiligen Ruhestand versetzt worden. Dölger ging am 30. Mai 2016, nach zweimaliger Verlängerung seiner Dienstzeit, in den Ruhestand.
Er ist verheiratet, hat zwei erwachsene Kinder, einen Enkel und lebt in Sulzbach am Main.

## Doppelmord von Babenhausen
Dölger wird von Patrick Koch, Mitglied der damals ermittelnden Sonderkommission, vorgeworfen, sich vorschnell auf den Verdächtigen Andreas Darsow als Täter festgelegt zu haben. Dölger habe danach, vermutlich wegen einiger bereits zuvor unaufgeklärter Morde im Zuständigkeitsbereich seines Präsidiums, Druck auf die Sonderkommission ausgeübt und sich dabei vorverurteilend geäußert.